# گاینیاماک
گاینیاماک (به لاتین: Gayniyamak) یک منطقهٔ مسکونی در روسیه است که در باشقیرستان واقع شده‌است. گاینیاماک ۲٫۵۶ کیلومتر مربع مساحت دارد.